# 立体規則性

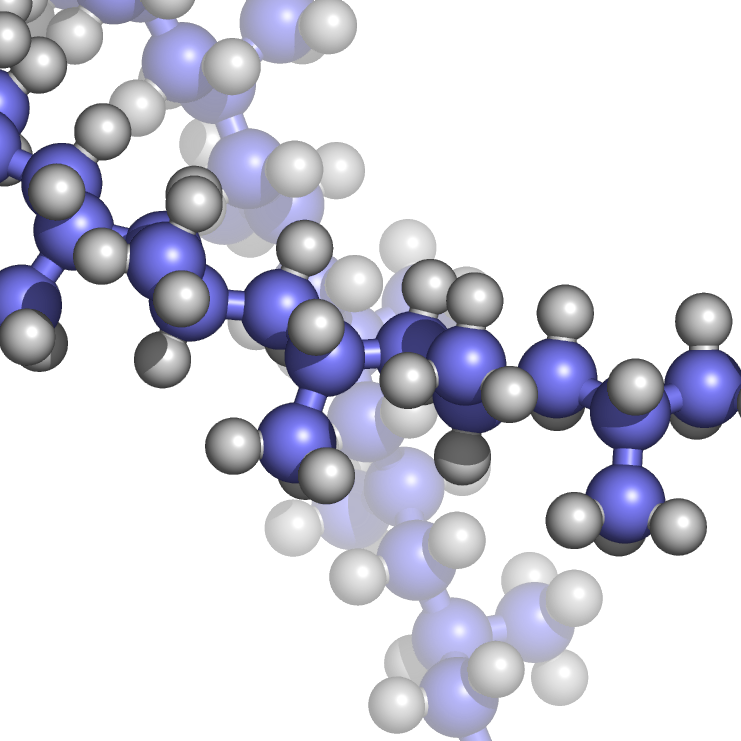
シンジオタクチックなポリプロピレンの球棒モデル

立体規則性またはタクティシティー（英語: Tacticity）とは高分子化合物において隣接するキラル中心の相対的な立体構造を指す。タクティシティーという名称はギリシャ語で配列することを表すτακτικόςに由来している。 立体規則性はポリマーの物理的な特性に影響を与える。高分子構造の規則性は堅固な結晶の長距離秩序や柔軟な非晶質の短距離秩序に影響する。正確なポリマーの立体規則性を知ることにより、ポリマーの融点やある溶媒への溶解性、機械的性質などを知ることができる。
また、タクチック高分子（英語: tactic macromolecule）は配置繰返し単位のすべてが同じである規則性高分子を指す 。タクティシティーは例えば-H2C-CH(R)-のように表されるビニルポリマーにみられる。ビニルポリマーの繰り返し単位は高分子骨格において置換基Rがある原子の片側についているとき次の繰り返し単位でも同じ側に置換基Rがあるが、もう片側の置換基は次の繰り返し単位では炭素原子に対するその置換基の配置は同じであるとは限らない。主鎖を形作る全ての炭素原子が四面体形幾何構造を取る炭化水素分子をナッタ投影式で表すと、ジグザグ形の主鎖が紙面にあり置換基は紙の手前側或いは奥側にあるものとなる。モノタクチック高分子は繰り返し単位ごとに1つのキラル中心原子を持ち、n-タクチック高分子は繰り返し単位ごとにn個のキラル中心原子を持つ。

## タクチック高分子の分類
立体規則性に基づいて高分子を分類すると以下の3種類に大別される。

### イソタクチック高分子
イソタクチック高分子はすべての置換基が炭素骨格の同じ側にあるため、ただ１種の配置基本単位からなっている。イソタクチックポリマーは一般的に半結晶性で螺旋構造をしている。例えば、チーグラー・ナッタ触媒反応により合成されたポリプロピレンはイソタクチックポリマーである。また、ヘミイソタクチック高分子は繰り返し単位ごとの置換基の種類が異なる高分子をいう。

### シンジオタクチック高分子
シンジオタクチック高分子は互いに鏡像異性の関係にある配置基本単位の交互配列から成る。メタロセン重合触媒により合成されるポリスチレンやガタパーチャ樹脂はシンジオタクチックポリマーである。

### アタクチック高分子
アタクチック高分子は配置基本単位の配列が無秩序である高分子をいう。すなわち、ある配置単位の置換基の向きは隣り合う配置単位に対して同じものにも異なるものにもなり得る。その無秩序さのため、アタクチック高分子は一般的に非晶質である。NMR法のような分光測定法を用いると、高分子中の各トライアドの百分率を正確に求めることができる 。
ポリ塩化ビニルのようなフリーラジカル重合で合成される高分子は一般的にアタクチックである。ポリスチレンは一般的にアタクチックであるが、合成に特殊な触媒を用いることによりシンジオタクチックポリスチレンを合成できる。アタクチックなポリスチレンは不規則な構造により鎖を形成しにくくなるためガラスの形質を示すが、シンジオタクチックポリスチレンは半結晶性の形質を示す。